# Fussballclub Zürich
El Fussballclub Zürich (FCZ) és un club suís de futbol de la ciutat de Zúric.
Tradicionalment el FCZ és el club de la classe baixa de la ciutat, mentre que el seu rival el Grasshopper-Club Zürich és el club de la classe alta. Aquestes diferències socials, però, cada cop són menys evidents.

## Palmarès
- 13 Lliga suïssa de futbol: 1902, 1924, 1963, 1966, 1968, 1974, 1975, 1976, 1981, 2006, 2007, 2009, 2022
- 9 Copa suïssa de futbol: 1966, 1970, 1972, 1973, 1976, 2000, 2005, 2014, 2016
- 1 Copa de la Lliga suïssa de futbol: 1981

## Jugadors destacats
|  | - Johnny Leoni - René Botteron - Frédéric Chassot - Ruedi Elsener - Joan Gamper - Karl Grob - Daniel Gygax - Jakob Kuhn - Fritz Künzli - Marco Pascolo - Wynton Rufer - Shabani Nonda - Ike Shorunmu - Rashidi Yekini - Adrian Ilie - Shaun Bartlett | - Jure Jerkovic - Heinz Lüdi - Gian-Pietro Zappa - Iulian Filipescu - Mihai Tararache - Jonas Thern - Daniel Jeandupeux - Hanspeter Zwicker - Franz Peterhans - Francisco Lima - Marcel Răducanu - Muhamed Konjić - Roberto Di Matteo - Rosario Martinelli - Alhassane Keita - Daniel Stucki - Josip Drmić |